# Coupe de France de rugby à XIII 1967-1968
Navigation
Édition précédente Édition suivante
La Coupe de France de rugby à XIII 1967-1968 est la 30e édition de la Coupe de France, compétition à élimination directe mettant aux prises des clubs de rugby à XIII amateurs et professionnels affiliés à la Fédération française de jeu à XIII (aujourd'hui Fédération française de rugby à XIII).

## Liste des équipes en compétition en huitièmes de finale
| \| AS Carcassonne Toulouse olympique XIII US Villeneuve RC Marseille Villefranche XIII AS Saint-Estève SO Avignon FC Lézignan SU Cavaillon Montpellier XIII Bordeaux-Facture XIII RC Albigeois XIII Limouxin RC Saint-Gaudens XIII Catalan Tonneins XIII \| Clubs prenant part à la Coupe de France de rugby à XIII 1968. |
| AS Carcassonne Toulouse olympique XIII US Villeneuve RC Marseille Villefranche XIII AS Saint-Estève SO Avignon FC Lézignan SU Cavaillon Montpellier XIII Bordeaux-Facture XIII RC Albigeois XIII Limouxin RC Saint-Gaudens XIII Catalan Tonneins XIII                                                                     |

## Phase finale
|  | Huitièmes de finale           | Huitièmes de finale           | Huitièmes de finale           | Huitièmes de finale           |                    |                    | Quarts de finale                 | Quarts de finale                 | Quarts de finale                 | Quarts de finale                 |  |  | Demi-finales              | Demi-finales              | Demi-finales              | Demi-finales              |  |  | Finale                     | Finale                     | Finale                     | Finale                     |
|  |                               |                               |                               |                               |                    |                    |                                  |                                  |                                  |                                  |  |  |                           |                           |                           |                           |  |  |                            |                            |                            |                            |
|  | Le 30 mars 1968 à Montpellier | Le 30 mars 1968 à Montpellier | Le 30 mars 1968 à Montpellier | Le 30 mars 1968 à Montpellier |                    |                    | Le 14 avril 1968 à Saint-Gaudens | Le 14 avril 1968 à Saint-Gaudens | Le 14 avril 1968 à Saint-Gaudens | Le 14 avril 1968 à Saint-Gaudens |  |  | Le 28 avril 1968 à Limoux | Le 28 avril 1968 à Limoux | Le 28 avril 1968 à Limoux | Le 28 avril 1968 à Limoux |  |  | Le 12 mai 1968 à Perpignan | Le 12 mai 1968 à Perpignan | Le 12 mai 1968 à Perpignan | Le 12 mai 1968 à Perpignan |
|  | Carcassonne                   | Carcassonne                   | 10                            | 10                            |                    |                    | Le 14 avril 1968 à Saint-Gaudens | Le 14 avril 1968 à Saint-Gaudens | Le 14 avril 1968 à Saint-Gaudens | Le 14 avril 1968 à Saint-Gaudens |  |  | Le 28 avril 1968 à Limoux | Le 28 avril 1968 à Limoux | Le 28 avril 1968 à Limoux | Le 28 avril 1968 à Limoux |  |  | Le 12 mai 1968 à Perpignan | Le 12 mai 1968 à Perpignan | Le 12 mai 1968 à Perpignan | Le 12 mai 1968 à Perpignan |
|  | Carcassonne                   | Carcassonne                   | 10                            | 10                            |                    |                    | Le 14 avril 1968 à Saint-Gaudens | Le 14 avril 1968 à Saint-Gaudens | Le 14 avril 1968 à Saint-Gaudens | Le 14 avril 1968 à Saint-Gaudens |  |  | Le 28 avril 1968 à Limoux | Le 28 avril 1968 à Limoux | Le 28 avril 1968 à Limoux | Le 28 avril 1968 à Limoux |  |  | Le 12 mai 1968 à Perpignan | Le 12 mai 1968 à Perpignan | Le 12 mai 1968 à Perpignan | Le 12 mai 1968 à Perpignan |
|  | Cavaillon                     | Cavaillon                     | 3                             | 3                             |                    |                    | Le 14 avril 1968 à Saint-Gaudens | Le 14 avril 1968 à Saint-Gaudens | Le 14 avril 1968 à Saint-Gaudens | Le 14 avril 1968 à Saint-Gaudens |  |  | Le 28 avril 1968 à Limoux | Le 28 avril 1968 à Limoux | Le 28 avril 1968 à Limoux | Le 28 avril 1968 à Limoux |  |  | Le 12 mai 1968 à Perpignan | Le 12 mai 1968 à Perpignan | Le 12 mai 1968 à Perpignan | Le 12 mai 1968 à Perpignan |
|  | Cavaillon                     | Cavaillon                     | 3                             | 3                             | Carcassonne        | Carcassonne        | 12                               | 12                               |                                  |                                  |  |  | Le 28 avril 1968 à Limoux | Le 28 avril 1968 à Limoux | Le 28 avril 1968 à Limoux | Le 28 avril 1968 à Limoux |  |  | Le 12 mai 1968 à Perpignan | Le 12 mai 1968 à Perpignan | Le 12 mai 1968 à Perpignan | Le 12 mai 1968 à Perpignan |
|  | -                             |                               |                               |                               | Carcassonne        | Carcassonne        | 12                               | 12                               |                                  |                                  |  |  | Le 28 avril 1968 à Limoux | Le 28 avril 1968 à Limoux | Le 28 avril 1968 à Limoux | Le 28 avril 1968 à Limoux |  |  | Le 12 mai 1968 à Perpignan | Le 12 mai 1968 à Perpignan | Le 12 mai 1968 à Perpignan | Le 12 mai 1968 à Perpignan |
|  |                               |                               | Villefranche                  | Villefranche                  | 0                  | 0                  |                                  |                                  |                                  |                                  |  |  | Le 28 avril 1968 à Limoux | Le 28 avril 1968 à Limoux | Le 28 avril 1968 à Limoux | Le 28 avril 1968 à Limoux |  |  | Le 12 mai 1968 à Perpignan | Le 12 mai 1968 à Perpignan | Le 12 mai 1968 à Perpignan | Le 12 mai 1968 à Perpignan |
|  | Villefranche                  | Villefranche                  | Villefranche                  | Villefranche                  | 0                  | 0                  | 16                               | 16                               |                                  |                                  |  |  | Le 28 avril 1968 à Limoux | Le 28 avril 1968 à Limoux | Le 28 avril 1968 à Limoux | Le 28 avril 1968 à Limoux |  |  | Le 12 mai 1968 à Perpignan | Le 12 mai 1968 à Perpignan | Le 12 mai 1968 à Perpignan | Le 12 mai 1968 à Perpignan |
|  | Villefranche                  | Villefranche                  | Le 14 avril 1968 à Lézignan   |                               |                    |                    | 16                               | 16                               |                                  |                                  |  |  | Le 28 avril 1968 à Limoux | Le 28 avril 1968 à Limoux | Le 28 avril 1968 à Limoux | Le 28 avril 1968 à Limoux |  |  | Le 12 mai 1968 à Perpignan | Le 12 mai 1968 à Perpignan | Le 12 mai 1968 à Perpignan | Le 12 mai 1968 à Perpignan |
|  | Montpellier                   | Montpellier                   | 10                            | 10                            |                    |                    |                                  |                                  |                                  |                                  |  |  | Le 28 avril 1968 à Limoux | Le 28 avril 1968 à Limoux | Le 28 avril 1968 à Limoux | Le 28 avril 1968 à Limoux |  |  | Le 12 mai 1968 à Perpignan | Le 12 mai 1968 à Perpignan | Le 12 mai 1968 à Perpignan | Le 12 mai 1968 à Perpignan |
|  | Montpellier                   | Montpellier                   | 10                            | 10                            | Carcassonne        | Carcassonne        | 27                               | 27                               |                                  |                                  |  |  |                           |                           |                           |                           |  |  | Le 12 mai 1968 à Perpignan | Le 12 mai 1968 à Perpignan | Le 12 mai 1968 à Perpignan | Le 12 mai 1968 à Perpignan |
|  | Le 30 mars 1968 à Tonneins    |                               |                               |                               | Carcassonne        | Carcassonne        | 27                               | 27                               |                                  |                                  |  |  |                           |                           |                           |                           |  |  | Le 12 mai 1968 à Perpignan | Le 12 mai 1968 à Perpignan | Le 12 mai 1968 à Perpignan | Le 12 mai 1968 à Perpignan |
|  |                               |                               | Villeneuve-sur-Lot            | Villeneuve-sur-Lot            | 5                  | 5                  |                                  |                                  |                                  |                                  |  |  |                           |                           |                           |                           |  |  | Le 12 mai 1968 à Perpignan | Le 12 mai 1968 à Perpignan | Le 12 mai 1968 à Perpignan | Le 12 mai 1968 à Perpignan |
|  | Villeneuve-sur-Lot            | Villeneuve-sur-Lot            | Villeneuve-sur-Lot            | Villeneuve-sur-Lot            | 5                  | 5                  | 18                               | 18                               |                                  |                                  |  |  |                           |                           |                           |                           |  |  | Le 12 mai 1968 à Perpignan | Le 12 mai 1968 à Perpignan | Le 12 mai 1968 à Perpignan | Le 12 mai 1968 à Perpignan |
|  | Villeneuve-sur-Lot            | Villeneuve-sur-Lot            | Le 28 avril 1968 à Avignon    |                               |                    |                    | 18                               | 18                               |                                  |                                  |  |  |                           |                           |                           |                           |  |  | Le 12 mai 1968 à Perpignan | Le 12 mai 1968 à Perpignan | Le 12 mai 1968 à Perpignan | Le 12 mai 1968 à Perpignan |
|  | Bordeaux-Facture              | Bordeaux-Facture              | 2                             | 2                             |                    |                    |                                  |                                  |                                  |                                  |  |  |                           |                           |                           |                           |  |  | Le 12 mai 1968 à Perpignan | Le 12 mai 1968 à Perpignan | Le 12 mai 1968 à Perpignan | Le 12 mai 1968 à Perpignan |
|  | Bordeaux-Facture              | Bordeaux-Facture              | 2                             | 2                             | Villeneuve-sur-Lot | Villeneuve-sur-Lot | 10                               | 10                               |                                  |                                  |  |  |                           |                           |                           |                           |  |  | Le 12 mai 1968 à Perpignan | Le 12 mai 1968 à Perpignan | Le 12 mai 1968 à Perpignan | Le 12 mai 1968 à Perpignan |
|  | Le 30 mars 1968 à Toulouse    |                               |                               |                               | Villeneuve-sur-Lot | Villeneuve-sur-Lot | 10                               | 10                               |                                  |                                  |  |  |                           |                           |                           |                           |  |  | Le 12 mai 1968 à Perpignan | Le 12 mai 1968 à Perpignan | Le 12 mai 1968 à Perpignan | Le 12 mai 1968 à Perpignan |
|  |                               |                               | Saint-Estève                  | Saint-Estève                  | 2                  | 2                  |                                  |                                  |                                  |                                  |  |  |                           |                           |                           |                           |  |  | Le 12 mai 1968 à Perpignan | Le 12 mai 1968 à Perpignan | Le 12 mai 1968 à Perpignan | Le 12 mai 1968 à Perpignan |
|  | Saint-Estève                  | Saint-Estève                  | Saint-Estève                  | Saint-Estève                  | 2                  | 2                  | 17                               | 17                               |                                  |                                  |  |  |                           |                           |                           |                           |  |  | Le 12 mai 1968 à Perpignan | Le 12 mai 1968 à Perpignan | Le 12 mai 1968 à Perpignan | Le 12 mai 1968 à Perpignan |
|  | Saint-Estève                  | Saint-Estève                  | Le 14 avril 1968 à Albi       |                               |                    |                    | 17                               | 17                               |                                  |                                  |  |  |                           |                           |                           |                           |  |  | Le 12 mai 1968 à Perpignan | Le 12 mai 1968 à Perpignan | Le 12 mai 1968 à Perpignan | Le 12 mai 1968 à Perpignan |
|  | Albi                          | Albi                          | 12                            | 12                            |                    |                    |                                  |                                  |                                  |                                  |  |  |                           |                           |                           |                           |  |  | Le 12 mai 1968 à Perpignan | Le 12 mai 1968 à Perpignan | Le 12 mai 1968 à Perpignan | Le 12 mai 1968 à Perpignan |
|  | Albi                          | Albi                          | 12                            | 12                            | Carcassonne        | Carcassonne        | 9                                | 9                                |                                  |                                  |  |  |                           |                           |                           |                           |  |  |                            |                            |                            |                            |
|  | Le 30 mars 1968 à Perpignan   |                               |                               |                               | Carcassonne        | Carcassonne        | 9                                | 9                                |                                  |                                  |  |  |                           |                           |                           |                           |  |  |                            |                            |                            |                            |
|  |                               |                               | Toulouse                      | Toulouse                      | 2                  | 2                  |                                  |                                  |                                  |                                  |  |  |                           |                           |                           |                           |  |  |                            |                            |                            |                            |
|  | Toulouse                      | Toulouse                      | Toulouse                      | Toulouse                      | 2                  | 2                  | 5                                | 5                                |                                  |                                  |  |  |                           |                           |                           |                           |  |  |                            |                            |                            |                            |
|  | Toulouse                      | Toulouse                      |                               |                               |                    |                    |                                  | 5                                |                                  |                                  |  |  |                           |                           |                           |                           |  |  |                            |                            |                            |                            |
|  | Saint-Gaudens                 | Saint-Gaudens                 | 3                             | 3                             |                    |                    |                                  |                                  |                                  |                                  |  |  |                           |                           |                           |                           |  |  |                            |                            |                            |                            |
|  | Saint-Gaudens                 | Saint-Gaudens                 | 3                             | 3                             | Toulouse           | Toulouse           | 9                                | 9                                |                                  |                                  |  |  |                           |                           |                           |                           |  |  |                            |                            |                            |                            |
|  | Le 30 mars 1968 à Carcassonne |                               |                               |                               | Toulouse           | Toulouse           | 9                                | 9                                |                                  |                                  |  |  |                           |                           |                           |                           |  |  |                            |                            |                            |                            |
|  |                               |                               | Lézignan                      | Lézignan                      | 5                  | 5                  |                                  |                                  |                                  |                                  |  |  |                           |                           |                           |                           |  |  |                            |                            |                            |                            |
|  | Lézignan                      | Lézignan                      | Lézignan                      | Lézignan                      | 5                  | 5                  | 12                               | 12                               |                                  |                                  |  |  |                           |                           |                           |                           |  |  |                            |                            |                            |                            |
|  | Lézignan                      | Lézignan                      | Le 14 avril 1968 à Carpentras |                               |                    |                    | 12                               | 12                               |                                  |                                  |  |  |                           |                           |                           |                           |  |  |                            |                            |                            |                            |
|  | Limoux                        | Limoux                        | 4                             | 4                             |                    |                    |                                  |                                  |                                  |                                  |  |  |                           |                           |                           |                           |  |  |                            |                            |                            |                            |
|  | Limoux                        | Limoux                        | 4                             | 4                             | Toulouse           | Toulouse           | 11                               | 11                               |                                  |                                  |  |  |                           |                           |                           |                           |  |  |                            |                            |                            |                            |
|  | Le 30 mars 1968 à Albi        |                               |                               |                               | Toulouse           | Toulouse           | 11                               | 11                               |                                  |                                  |  |  |                           |                           |                           |                           |  |  |                            |                            |                            |                            |
|  |                               |                               | Marseille                     | Marseille                     | 5                  | 5                  |                                  |                                  |                                  |                                  |  |  |                           |                           |                           |                           |  |  |                            |                            |                            |                            |
|  | Marseille                     | Marseille                     | Marseille                     | Marseille                     | 5                  | 5                  | 21                               | 21                               |                                  |                                  |  |  |                           |                           |                           |                           |  |  |                            |                            |                            |                            |
|  | Marseille                     | Marseille                     |                               |                               |                    |                    |                                  | 21                               |                                  |                                  |  |  |                           |                           |                           |                           |  |  |                            |                            |                            |                            |
|  | XIII Catalan                  | XIII Catalan                  | 10                            | 10                            |                    |                    |                                  |                                  |                                  |                                  |  |  |                           |                           |                           |                           |  |  |                            |                            |                            |                            |
|  | XIII Catalan                  | XIII Catalan                  | 10                            | 10                            | Marseille          | Marseille          | 5                                | 5                                |                                  |                                  |  |  |                           |                           |                           |                           |  |  |                            |                            |                            |                            |
|  | Le 30 mars 1968 à Albi        |                               |                               |                               | Marseille          | Marseille          | 5                                | 5                                |                                  |                                  |  |  |                           |                           |                           |                           |  |  |                            |                            |                            |                            |
|  |                               |                               | Avignon                       | Avignon                       | 2                  | 2                  |                                  |                                  |                                  |                                  |  |  |                           |                           |                           |                           |  |  |                            |                            |                            |                            |
|  | Avignon                       | Avignon                       | Avignon                       | Avignon                       | 2                  | 2                  | 23                               | 23                               |                                  |                                  |  |  |                           |                           |                           |                           |  |  |                            |                            |                            |                            |
|  | Avignon                       | Avignon                       |                               |                               |                    |                    |                                  | 23                               |                                  |                                  |  |  |                           |                           |                           |                           |  |  |                            |                            |                            |                            |
|  | Tonneins                      | Tonneins                      | 14                            | 14                            |                    |                    |                                  |                                  |                                  |                                  |  |  |                           |                           |                           |                           |  |  |                            |                            |                            |                            |
|  | Tonneins                      | Tonneins                      | 14                            | 14                            |                    |                    |                                  |                                  |                                  |                                  |  |  |                           |                           |                           |                           |  |  |                            |                            |                            |                            |
|  |                               |                               |                               |                               |                    |                    |                                  |                                  |                                  |                                  |  |  |                           |                           |                           |                           |  |  |                            |                            |                            |                            |

### Finale
(mt : -)
Homme du match :
Points marqués :
- Carcassonne :
- Toulouse :

Évolution du score : 
Arbitre : 
Spectateurs : 
Composition des équipes :
- Carcassonne: Raymond Toujas - Michel Blanc, Jacques Servolles, Henri Castel, Yves Raynaud - Jean Colombiès (o), René Castel (m) - Fabre, Adolphe Alésina, Pierre Escourrou, Jacques Franc, Yves Raynaud, Guy Ribot - Entraîneur : Félix Bergèse
- Toulouse : Pierre Lacaze, Pierre Surre, Marquet, Rouja Larrazet - René Arné (o), Dualé (m) - F. Vergé, Ferron, R. Carrère, Yves Bégou, Georges Aillères, Pierre Dubié - Entraîneur :